# Germaine Mounier
Germaine Mounier (* 7. Februar 1920 in Neuilly-sur-Seine; † 27. Juni 2006 in Paris) war eine französische Pianistin und Musikpädagogin.

## Leben und Wirken
Mounier studierte Klavier bei Magda Tagliaferro und am Pariser Konservatorium bei Yves Nat; auch Walter Gieseking war einige Zeit ihr Lehrer. Sie fand als Konzertpianistin Anerkennung als Interpretin der Werke Frédéric Chopins und Claude Debussys und nahm als Duopartnerin der Pianistin Hélène Boschi Werke Mozarts, Clementis, Debussys und Busonis auf.
Obwohl ihr Talent einstimmig anerkannt wurde, gab sie ihre Laufbahn als Pianistin bald auf und widmete sich ganz der Lehrtätigkeit. Sie unterrichtete an der École Normale de Musique de Paris und wurde Anfang der 1950er Jahre Assistentin von Yvonne Lefébure und Yvonne Loriot am Pariser Konservatorium, bis sie dort eine eigene Klavierklasse erhielt, die sie bis zu ihrer Pensionierung in den 1980er Jahren leitete. Zu ihren Schülern zählten u. a. Catherine Collard, Pierre Réach, Erick Berchot, Hervé Billaud und Alexandre Tharaud. Daneben wurde sie als Lehrerin mehrfach nach Japan und Südkorea eingeladen.
1983 beteiligte sich Mounier an der Gründung des Festival Chopin in Paris, dessen Vizepräsidentin sie wurde. In Sofia initiierte sie 1993 den Concours Albert Roussel, dessen Leitung nach ihrem Tode Jenny Zaharieva und darauf Aïda Marcossian übernahm.